# Sietas Typ 148
Der Typ 148 ist ein Container-Feederschiffstyp der Sietas-Werft in Hamburg-Neuenfelde.

## Geschichte
Der Typ 148 stellt eine Weiterentwicklung des Typs 129 dar und wurde ab Ende der 1980er Jahre von verschiedenen Reedereien geordert. Die ersten vier Schiffe der Baureihe lieferte Sietas von März bis Juni 1992 ab, zwei weitere folgten im Frühjahr 1994. Eingesetzt wurden sie anfangs vorwiegend auf Zubringerdiensten in der Nord- und Ostsee, später unter anderem auch im Mittelmeer. Die Jupiter und die Regia baute man 2012/13 zu Viehtransporter um.

## Technik
Die drei kastenförmigen Laderäume (box-shaped) mit einem Rauminhalt von 8.157 m³ sind mit Cellguides für den Transport von Containern und den Transport von Gefahrgutcontainern ausgerüstet. Durch die Form der Laderäume ist der Schiffstyp auch in der Zellulose- oder Paketholzfahrt einsetzbar. Die Tankdecke sind für die Stauung von Schwergut verstärkt. Bei gleichen Lukenabmessungen, wie beim Typ 129 und geringfügig vergrößerten Schiffsmaßen verfügt der Typ 148 über eine größere Containerkapazität und ist erheblich flexibler zu beladen. In der Breite kann ein Container mehr gestaut werden und der Platz vor dem Deckshaus kann 40-Fuß-Container, statt 20-Fuß-Container aufnehmen. Darüber hinaus ist das Schiff für den Transport von überlangen und überbreiten Containern der gängigsten Sondermaße eingerichtet. Es wurden schwergutverstärkte hydraulisch betätigte Faltlukendeckel verwendet, die sich für einzelne Containerbays separat öffnen lassen.
Angetrieben werden die Schiffe der Baureihe von einem MAN 6L48/60 Dieselmotor, der auf einen Verstellpropeller wirkt, die An- und Ablegemanöver werden durch ein Bugstrahlruder unterstützt.
Die eisverstärkten Rümpfe wurden in Sektionsbauweise zusammengefügt.

## Die Schiffe
| Bauname      | Bau- nummer | IMO- Nummer | Stapellauf Ablieferung | Auftrag- geber               | Umbenennungen und Verbleib |
| ------------ | ----------- | ----------- | ---------------------- | ---------------------------- | --- |
| Sven Oltmann | 1031        | 9031454     | 31.01.1992 11.03.1992  | Reederei Oltmann, Fredenbeck | 1999 Gracechurch Planet, 2002 Emily Borchard, 2003 Sven Oltmann, 2004 Believer, 2010 Romy Believer, im Februar 2014 in Aliağa verschrottet                                                                             |
| Inka Dede    | 1055        | 9045077     | 18.10.1991 04.04.1992  | Friedhelm Dede, Jork         | 1993 Rhein Liffey, 1994 Inka Dede, 1995 Armada Sprinter, 1996 Inka Dede, 2001 Gracechurch Comet, 2002 Judith Borchard, 2003 Inka Dede, 2006 Tinka, im Dezember 2014 in Alang verschrottet                              |
| Jupiter      | 1069        | 9045089     | 28.03.1992 09.05.1992  | Heinz Corleis, Drochtersen   | 1999 Gracechurch Jupiter, 2002 Katherine Borchard, 2005 Achiever, 2012 Blue Ocean, 2013 Blue Ocean A, 2012/2013 Umbau zum Viehtransporter, so 2024 in Fahrt                                                            |
| Uranus       | 1030        | 9053919     | 23.04.1992 13.06.1992  | Heinz Corleis, Drochtersen   | 1997 Gracechurch Sun, 2002 Lucy Borchard, 2005 Uranus, so 2024 in Fahrt |
| Gerdia       | 1087        | 9083902     | 23.11.1993 29.01.1994  | Heinz Freese, Drochtersen    | 1994 Alum Bay, 6/1996 Gerdia, 10/1996 Gracechurch Star, 2002 Gerdia, 2005 Conceiver, 2009 Elation, 2012 Atlas Wave, Anfang 2014 mit zwei Ladekränen nachgerüstet, 2021 Atlas Trader, 2023 Lady Defne, so 2024 in Fahrt |
| Regia        | 1088        | 9083067     | 22.12.1993 26.02.1994  | Heinz Freese, Drochtersen    | 1994 Portland Bay, 1996 Regia, 1997 Cervantes, 2005 Perceiver, 2009 Elevation, 2012 Haidar, 2012/2013 Umbau zum Viehtransporter, am 6. Oktober 2015 im Hafen von Vila do Conde gesunken                                |